# Underground (film, 1970)
Pour les articles homonymes, voir Underground.
Underground est un film américano-britannique réalisé par Arthur H. Nadel, sorti en 1970.

## Synopsis
Pendant la 2eme guerre mondiale un soldat nommé Dawson et collabore avec la résistance française afin de capturer le général allemand Stryker.

## Fiche technique
- Titre : Underground
- Réalisation : Arthur H. Nadel
- Scénario : Ron Bishop, Andy Lewis et Marc L. Roberts
- Production : Arthur Gardner, Arnold Laven et Jules V. Levy
- Musique : Stanley Myers
- Photographie : Kenneth Talbot
- Montage : Tom Rolf
- Pays d'origine : Royaume-Uni - États-Unis
- Format : Couleurs - Mono
- Genre : Guerre, drame
- Durée : 96 minutes
- Date de sortie : 1970

## Distribution
- Robert Goulet : Dawson
- Danièle Gaubert : Yvonne
- Lawrence Dobkin : Boule
- Carl Duering : Stryker
- Nicole Croisille : Chanteuse de bistrot
- Joachim Hansen : Hessler